# David Prain
David Prain fue un botánico, pteridólogo, y algólogo escocés (1857, Fettercairn, Escocia - 1944, Whyteleafe, Surrey).

## Biografía
Era hijo de David y de Mary Thomson. Obtiene su Grado de Maestro en la Universidad de Aberdeen en 1878, y luego su Bachiller de Medicina y su Maestría en Cirugía en 1883. Se casa con Margaret Thomson en 1887, union que les dará un hijo.
Entre 1882 a 1883, es demostrador de anatomía en la Escuela de Cirugía de Edimburgo, y luego en la Universidad de Aberdeen entre 1883 a 1884. En 1884, ingresa al servicio médico de la India.
De 1887 a 1989, es conservador del herbario de Calcuta. De 1895 a 1905, enseña Botánica en la Escuela de Medicina de Calcuta. De 1898 a 1905, asume la dirección del Servicio de Investigaciones Botánica de la India y del jardín botánico de Calcuta. Es designado miembro de la Royal Society el 11 de mayo de 1905.
De 1905 a 1922, dirige los Kew Gardens. Y de 1922 a 1925, dirigirá el servicio de investigaciones de productos forestales. De 1926 a 1935, participa en el Consejo del Instituto imperial de productos animales y vegetales.

## Honores
- 1909 y 1942: "medalla Barclay" otorgada por la Sociedad de Bengala
- 1938: "medalla Bruhl"
- 1912: medalla Victoria de honor de la Sociedad Real de Horticultura
- 1932: medalla Veitch
- 1925: medalla Albert de la Royal Society of Arts
- 1935: la medalla linneana de la Sociedad linneana de Londres (que presidirá de 1916 a 1919)

### Membresías
- de numerosas sociedades científicas a título honorífico.

## Algunas publicaciones
Prain dirige la publicación Botanical Magazine de 1907 a 1920; siendo autor de :
- The Species of Pediculars of the Indian Empire and its Frontiers (Royal Botanic Garden, Annals, vol. 3, 1890
- Flora of the Sundribuns (Botanical Survey of India, Calcutta, 1903)
- Bengal Plants: a list of the phanerogams, ferns and fern-allies indigenous to, or commonly cultivated in, the Lower Provinces and Chittagong. With definitions of the natural orders and genera, and keys to the genera and species (Calcutta, dos vols. 1903).

Con otros botánicos, participa de la edición de 1901 del Index Kewensis plantarum phanerogamarum.

### Eponimia
- (Moraceae) Prainea King ex Hook.f.[1]

## Fuente
- Allen G. Debus (dir.) 1968. World Who’s Who in Science. A Biographical Dictionary of Notable Scientists from Antiquity to the Present. Marquis-Who’s Who (Chicago) : xvi + 1855 pp.
- Durand, T.; B.D. Jackson, W.T. Thiselton-Dyer, D. Prain, A.W. Hill, E.J. Salisbury (1908). Index Kewensis plantarum phanerogamarum: Supplementum Tertium Nomina et Synonyma Omnium Generum et Specierum AB Initio Anni MDCCCCI Usque AD Finem Anni MDCCCCV Complectens (suppl.3 (1901-1905) edición). Real Jardín Botánico de Kew. Consultado el 27 de mayo de 2008.

- La abreviatura «Prain» se emplea para indicar a David Prain como autoridad en la descripción y clasificación científica de los vegetales.[2]